# Anto Grgić
Anto Grgić (Schlieren, 1996. november 28. –) svájci korosztályos válogatott labdarúgó, a Lugano középpályása.

## Pályafutása

### Klubcsapatokban
Grgić a svájci Schlieren községben született. Az ifjúsági pályafutását a Grasshoppers csapatában kezdte, majd a Zürich akadémiájánál folytatta.
2015-ben mutatkozott be a Zürich első osztályban szereplő felnőtt keretében. 2016-ban a német másodosztályban érdekelt Stuttgarthoz igazolt. A 2016–17-es szezonban feljutottak a Bundesligába. 2018 és 2019 között a Sion csapatát erősítette kölcsönben. 2019. július 1-jén szerződést kötött a Sion együttesével. Először a 2019. július 19-ei, Basel ellen 4–1-re elvesztett mérkőzés 73. percében, Jean Ruiz cseréjeként lépett pályára. Első gólját 2019. augusztus 25-én, a Luzern ellen hazai pályán 2–1-es győzelemmel zárult találkozón szerezte meg.
2023. július 1-jén a Lugano szerződtette.

### A válogatottban
Grgić az U15-östől az U21-esig minden korosztályos válogatottban képviselte Svájcot.

## Statisztika
2023. május 29. szerint.
| Klub      | Szezon   | Bajnokság          | Bajnokság | Bajnokság | Kupa  | Kupa  | Nemzetközi | Nemzetközi | Összesen | Összesen |
| Klub      | Szezon   | Bajnokság          | Mérk.     | Gólok     | Mérk. | Gólok | Mérk.      | Gólok      | Mérk.    | Gólok    |
| --------- | -------- | ------------------ | --------- | --------- | ----- | ----- | ---------- | ---------- | -------- | -------- |
| Zürich    | 2015–16  | Swiss Super League | 24        | 4         | 3     | 1     | 1          | 0          | 28       | 5        |
| Stuttgart | 2016–17  | 2. Bundesliga      | 14        | 0         | 0     | 0     | —          | —          | 14       | 0        |
| Stuttgart | 2017–18  | Bundesliga         | 1         | 0         | 1     | 0     | —          | —          | 2        | 0        |
| Stuttgart | Összesen | Összesen           | 15        | 0         | 1     | 0     | 0          | 0          | 16       | 0        |
| Sion      | 2017–18  | Swiss Super League | 14        | 1         | 0     | 0     | —          | —          | 14       | 1        |
| Sion      | 2018–19  | Swiss Super League | 20        | 4         | 1     | 1     | —          | —          | 21       | 5        |
| Sion      | 2019–20  | Swiss Super League | 34        | 2         | 4     | 2     | —          | —          | 38       | 4        |
| Sion      | 2020–21  | Swiss Super League | 35        | 9         | 1     | 1     | —          | —          | 36       | 10       |
| Sion      | 2021–22  | Swiss Super League | 30        | 7         | 1     | 0     | —          | —          | 31       | 7        |
| Sion      | 2022–23  | Swiss Super League | 31        | 2         | 3     | 0     | —          | —          | 34       | 2        |
| Sion      | Összesen | Összesen           | 164       | 25        | 10    | 4     | 0          | 0          | 174      | 29       |
| Összesen  | Összesen | Összesen           | 203       | 29        | 14    | 5     | 1          | 0          | 218      | 34       |

## Sikerei, díjai
Zürich
- Svájci Kupa
  - Győztes (1): 2015–16

 Stuttgart
- 2. Bundesliga
  - Feljutó (1): 2016–17

 Lugano
- Super League
  - Ezüstérmes (1): 2023–24

- Svájci Kupa
  - Döntős (1): 2023–24